# Démantèlement nucléaire
Le démantèlement nucléaire, selon l'Agence internationale de l'énergie atomique (AIEA), doit s'appliquer à tout site nucléaire arrivé en fin de vie afin de ne créer aucun risque inacceptable auprès des populations et de l'environnement, et permettre la réutilisation du site pour d'autres usages. L'abandon pur et simple du site après usage n'est pas considéré comme une solution acceptable car il pourrait se dégrader et occasionner un risque pour son environnement.
Le démantèlement nucléaire implique l'arrêt total et définitif de l'exploitation, la démolition des bâtiments, ainsi que - en raison des spécificités des matières radioactives utilisées par l'industrie nucléaire - des mesures draconiennes de radioprotection pour les personnes intervenant sur le chantier, le confinement, le conditionnement puis l'évacuation des déchets radioactifs ou dangereux (pour des raisons de toxicité chimique ou radioactive). Outre les éléments directement et normalement contaminés, il est aussi nécessaire de repérer et traiter les contaminations accidentelles (à la suite d'éclaboussures, de fuites, etc.) et les contaminations indirectes (les flux de neutrons ont par exemple activé la cuve et à un moindre degré les structures internes en béton, ou les éléments du combustible nucléaire ont pu contaminer les structures d'une piscine de désactivation).

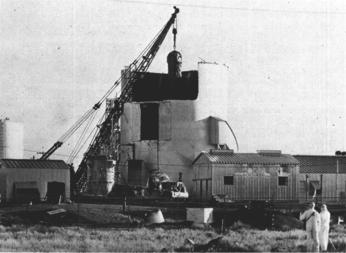
Réacteur SL-1 retiré du laboratoire national de l'Idaho (États-Unis) en janvier 1961.

## Typologies du démantèlement nucléaire
La notion générale de démantèlement nucléaire décrit :
- le démantèlement des systèmes d'armes nucléaires (notamment cadré par des conventions internationales visant à freiner la course aux armements) ;
- le démantèlement d'engins à propulsion nucléaire (sous-marin, porte-avions, brise-glace...) ;
- le démantèlement d'une installation nucléaire (militaire ou civile) ; la durée d'un démantèlement d'une centrale est aujourd'hui estimée à trente ans (de l'arrêt du réacteur à la remise du site à l'état initial). Les matériels et équipements des réacteurs nucléaires ont été dimensionnés pour une certaine durée de vie (parfois revue à la hausse). Certains peuvent être remplacés pendant les arrêts périodiques du réacteur (dits « arrêts de tranche »), d'autres ne le peuvent pas (ex : caisson, cuve du réacteur...).

### Classification des niveaux de démantèlement
Les trois étapes du démantèlement d'un réacteur sont classées comme suit par l'Agence internationale de l'énergie atomique (AIEA) :
- niveau I : mise à l'arrêt définitif (MAD) comprenant le déchargement du combustible du cœur du réacteur et son entreposage pendant deux ans en piscine de "désactivation" du bâtiment combustible, ce qui comprend :
  - la décharge du combustible nucléaire ;
  - la vidange des circuits.

- niveau II : démantèlement partiel incluant la destruction de tous les bâtiments en dehors du bâtiment abritant le réacteur, ce qui comprend :
  - la décontamination et destruction de tous les bâtiments en dehors du bâtiment abritant le réacteur nucléaire ;
  - la mise en confinement statique du bâtiment du réacteur nucléaire.

- niveau III : démantèlement total du bâtiment réacteur, ce qui comprend :
  - le démantèlement des échangeurs thermiques ;
  - le démantèlement du bloc réacteur ;
  - la destruction du bâtiment du réacteur nucléaire.

Le démantèlement nucléaire s'achève par l'entreposage sous surveillance des matériaux contaminés ou radioactifs résiduels, sur une très longue période en cas de matières fissiles.

## Coûts du démantèlement
On estime maintenant qu'il est important de les évaluer avant de construire une centrale et diverses installations militaires ou de production ou traitement du cycle du combustible, les laboratoires et certaines installations de traitement de déchets radioactifs, afin d'intégrer, garantir et provisionner leurs coûts dans le projet même.
Faute de nombreux retours d'expérience, ils restent mal cernés. Seuls quelques réacteurs nucléaires ont été ou sont en cours de démantèlement (voir liste ci-dessous) et les méthodes d'évaluations existantes donnent des résultats très différents (selon les méthodes, les pays et le type d'installation).
Les coûts estimés peuvent ensuite évoluer en fonction des exigences réglementaires, des prix des matériaux ou d'imprévus, comme les fuites plusieurs fois constatées dans les cuves du complexe nucléaire de Hanford aux États-Unis.
À terme, le démantèlement pourrait bien représenter la plus grosse part des dépenses que devront engager l’industrie nucléaire et les gouvernements qui l’ont soutenue.
Pour tenter d'harmoniser au niveau international les méthodes de calculs de ces coûts, un livre jaune a été publié sur le sujet de cette évaluation de coûts en 1999 à l'initiative de l'Agence pour l'énergie nucléaire (AEN), avec l'Agence internationale de l'énergie atomique (AIEA) et la contribution de la Commission européenne (CE). Ce livre jaune a subi un début de toilettage et mise à jour 10 ans après (en 2009) via un projet de deux ans piloté par le Groupe d’estimation des coûts du démantèlement, qui intègre la nouvelle classification de l’AIEA des déchets radioactifs. Ce groupe devait rendre en 2011 ses conclusions sous forme d'une structure révisée des coûts (ou ISDC pour International Structure for Decommissioning Costing). La réglementation européenne de radioprotection en matière de gestion des déchets nucléaires devra aussi être respectée.

### États-Unis
Aux États-Unis, où 93 réacteurs sont en fonctionnement en 2020, produisant 19,7 % de l’électricité et 40 réacteurs ont été arrêtés définitivement, la commission de réglementation nucléaire des États-Unis évalue en 2018 le coût du démantèlement entre 300 et 400 M$ (millions de dollars) par réacteur nucléaire.
Le coût du démantèlement de la centrale nucléaire de Maine Yankee, installée sur la presqu'île de Bailey, a été chiffré au total à 568 millions de dollars, dont 75 millions pour la construction de l'installation de stockage temporaire du combustible usé.

### France

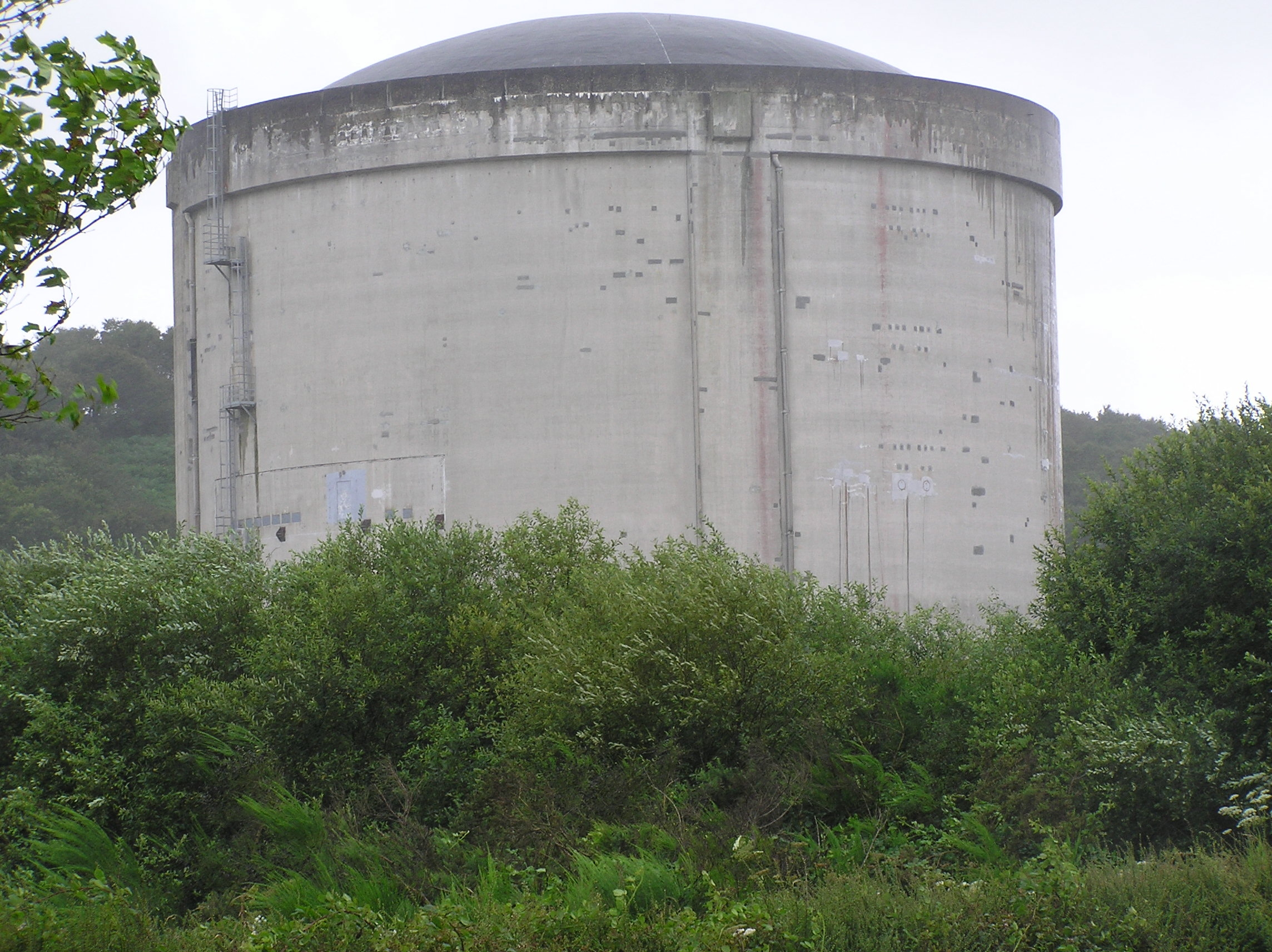
Bâtiment du réacteur de l'ancienne centrale nucléaire de Brennilis, en attente.

Éléments de définition : Selon l'ASNR, « le démantèlement concerne l’ensemble des opérations techniques effectuées en vue d’atteindre un état final prédéfini permettant le déclassement. La phase de démantèlement succède à la phase de fonctionnement de l’installation et se termine à l’issue du processus de déclassement de l’installation ». EDF utilise plutôt le mot « déconstruction ». Pour l'ANCCLI, « Du point de vue des acteurs des territoires proches des INB, qui est celui des CLI et de l’ANCCLI, démanteler, c’est arrêter une installation et transformer sa nature et sa destination en veillant à la sécurité et à la sûreté des opérations, en extrayant les matériaux recyclables, en conditionnant les déchets pour une évacuation sûre dans le but d'obtenir un sol et un sous-sol aptes à recevoir une nouvelle utilisation (nucléaire ou non), valorisante pour le territoire » (...) « Le démantèlement doit être préparé dès la conception pour les nouvelles INB. Ceci prend la forme d’un Plan de démantèlement inclus dans le dossier de création, qui présente la stratégie de démantèlement (y compris l’état final envisagé) et sa mise en œuvre. ».
Dossier de démantèlement : il est obligatoirement déposé par l'exploitant deux ans au plus après la déclaration d'arrêt définitif. Il décrit l’état de l'INB et comprend la version à jour du Plan de démantèlement, une étude d’impact, une version préliminaire du rapport de sûreté couvrant l’ensemble des opérations de démantèlement, une étude de maîtrise des risques et, le cas échéant, les servitudes d’utilité publiques proposées pendant ou après le démantèlement.
Enquête publique : Elle dure de trente jours à deux mois et dans ce cadre la CLI peut demander à être auditionnée par le collège de l'ASNR. Près des frontières l'enquête est éventuellement transfrontalière en application de la convention d'Espoo relative à l'évaluation de l'impact sur l'environnement dans les contextes transfrontaliers.
Décret de démantèlement : il prescrit et précise « les opérations  de démantèlement, leurs différentes phases et leur calendrier, et autorise la création des équipements nécessaires. Il décrit l’état du site à atteindre après démantèlement. Il contient une étude d’impact présentant notamment les modalités envisagées pour la gestion des déchets et l’élimination des déchets radioactifs ultimes. Il abroge les dispositions devenues sans objet relatives au fonctionnement de l'INB ». Chaque INB en démantèlement est soumise à des réexamens de sûreté (tous les 10 ans par défaut) mais le décret peut fixer une périodicité différente.
 Déclassement final  : En fin de démantèlement, l’exploitant transmet à l'ASNR un dossier de déclassement (total ou « partiel », devant contenir un état détaillé du site post-démantèlement, une justification de l’atteinte de l’état final visé, une présentation de l’usage futur du site et, le cas échéant, les servitudes d'utilité publique à instituer. L'ASNR transmet le dossier au préfet et consulte la CLI. Le préfet lance les consultations des communes : la CLI et les communes ont 3 mois pour se prononcer. Enfin, l'ASNR décide (ou non) le déclassement qui fait perdre à l'installation son statut d'INB.
En France, parmi les installations nécessitant un démantèlement et outre les réacteurs de recherche, les réacteurs de sous-marins nucléaires et onze usines nécessitant un démantèlement, soixante-huit réacteurs nucléaires civils de production d'électricité ont été construits depuis le lancement du programme électronucléaire dans les années 1960.
Parmi eux, douze réacteurs sont en cours de démantèlement (le début du démantèlement des réacteurs de Phénix (Marcoule) et de Fessenheim nécessite au préalable le déchargement des cœurs des réacteurs (et le traitement du sodium pour Phénix)),, : 
- les réacteurs G1, G2 et G3 de la centrale nucléaire de Marcoule ;
- 3 réacteurs de la filière uranium naturel graphite gaz (UNGG) à la centrale nucléaire de Chinon (A1/EDF1, Chinon A2/EDF2 et Chinon A3/EDF3) ;
- 2 réacteurs EDF4 et EDF5 (de la filière UNGG) à la centrale nucléaire de Saint-Laurent-des-Eaux ;
- le réacteur Bugey 1 (de la filière UNGG) à la centrale nucléaire du Bugey ;
- le réacteur à eau lourde (EL4) du site nucléaire de Brennilis ;
- le réacteur à neutrons rapides Superphénix à Creys-Malville ;
- 1 réacteur à eau pressurisée Chooz A de la centrale nucléaire de Chooz dont le démantèlement a débuté en 2007 pour une fin de travaux programmée en 2022[16].

Des laboratoires et sites de recherches sont aussi en cours de démantèlement, dont le réacteur Ulysse (centre CEA de Saclay), un réacteur universitaire à Strasbourg, les réacteurs Harmonie, Rapsodie et Phébus, à Fontenay-aux-Roses), ancien berceau du nucléaire français et de la recherche en chimie de haute activité sur le cycle du combustible, reconverti en plate-forme des biotechnologies, et à Marcoule, ancienne usine UP1 de retraitement du combustible nucléaire usé et réacteurs Celestin I, Celestin II  et Phénix, qui est l'un des démantèlements les plus importants au monde, qui pourrait perdurer jusqu'en 2050, incluant le traitement du réacteur Phénix stoppé en 2010. Le CEA y teste un bras robotisé (Maestro), la gamma caméra et l'Aspilaser (décapage/aspiration des peintures par laser à impulsion). 
Les coûts de démantèlement des centrales du parc REP a fait l'objet d’une estimation en 1991 par le ministère de l'Industrie, à hauteur de 15 % du coût d'investissement net (hors intérêts intercalaires). Cette estimation sert de base à la constitution des provisions pour démantèlement sur la durée de vie des équipements concernés. Au 31 décembre 2005, cette provision s'élevait à 13,1 milliards d'euros.
Ces provisions sont des éléments de passif qui ne garantissent pas par eux-mêmes la disponibilité des fonds correspondants. À cette fin EDF constitue des fonds dédiés (actions et obligations cotées, actifs non cotés, immobilier).
Les engagements nucléaires font l'objet d'une supervision par le Comité de suivi des engagements nucléaires, rattaché au conseil d'administration de la société.
Fin 2003, la Cour des comptes a évalué les fonds effectivement disponibles à 2,3 milliards d'euros. L'estimation de la Cour des comptes pour le démantèlement du parc électronucléaire français était une fourchette de 20 à 39 milliards d'euros en 2003, sommes cohérentes avec le mode d'estimation retenu par EDF et la durée de vie résiduelle des centrales, mais différentes des estimations du Royaume-Uni.
Diverses ONG rassemblées au sein du réseau Sortir du nucléaire reprochent à EDF d’avoir sous-estimé les coûts de démantèlement qui se compteraient en centaines de milliards d'euros et non en dizaines de milliards comme l'a annoncé EDF.
Après avoir rencontré la Commission de régulation de l'énergie (CRE), le rapporteur spécial de l'Assemblée nationale renouvelait dans son rapport en 2011 le constat que « les crédits font l'impasse sur le financement du démantèlement des centrales », ajoutant qu'il entendait « analyser prochainement l'ampleur des provisions réalisées par EDF pour faire face à ses engagements de décontamination complète sur une soixantaine de sites (...) Le démantèlement des installations du CEA nous fournit un utile point de comparaison pour évaluer le poids des engagements qui pèsent sur EDF et qui seront, à n'en pas douter, considérables sur le plan financier. La commission Énergie 2050 a en effet avancé le chiffre de 750 milliards d'euros pour 58 centrales [soit 13 milliards d'euros par centrale]. [Néanmoins] le directeur général de l’Énergie et du climat a indiqué [que ce montant] paraît très exagéré, en tout état de cause supérieur du double aux estimations raisonnables maximales. Il n’a pas fait état des évaluations en cours en Allemagne, où l’arrêt complet de l’ensemble des centrales a été décidé au printemps 2011. »
Début 2012, un rapport de la Cour des comptes affirme que le coût du démantèlement des centrales est régulièrement actualisé et intégré dans les comptes des exploitants, limitant les risques de dérapage significatifs. Si le devis du démantèlement doublait, le coût de production de l'énergie nucléaire n'augmenterait que de 5 %. Ainsi, le coût du démantèlement n'influerait que de manière limitée sur les coûts de production de l'électricité nucléaire.  
En 2013, Veolia Environnement a conclu un accord général avec le CEA pour collaborer dans le domaine de l’assainissement (élimination dans une installation de la totalité des substances dangereuses – radioactives ou chimiques – qu’elle contient), de la cartographie radiologique (de l'état initial à l'état final) et du démantèlement nucléaire. Les deux groupes ont aussi signé un accord particulier relatif à deux sites de la DEN du CEA (locaux de l'usine d'extraction du plutonium de Marcoule (UP1) et un laboratoire de Cadarache).
En ce qui concerne les neuf centrales EDF à l'arrêt, c'est le Centre d'Ingénierie de Déconstruction et Environnement (CIDEN) d'EDF qui est responsable de leur démantèlement et de leur assainissement; et par ailleurs, c'est le CEA qui est chargé des mêmes opérations pour le dixième réacteur civil de production d'électricité mis à l'arrêt (Phénix).
Dans son rapport 2015, la Cour des comptes a évalué à 87,2 milliards € en 2013 le montant des dépenses futures pour déconstruire les nucléaires d’EDF, les installations de recherche du CEA et les usines d’Areva, gérer les combustibles usés et les déchets radioactifs, dont plus des trois quarts à la charge d’EDF. Pour justifier un coût de démantèlement plus bas que ses voisins européens, EDF évoque l’« effet de série » du parc actuel, largement standardisé.
Le 1er février 2017, EDF précise que les montants provisionnés pour la déconstruction des centrales nucléaires, les derniers cœurs et la gestion à long terme des déchets radioactifs s'élèvent à 22,2 milliards d'euros au 30 juin 2016, sommes placées dans des actifs dédiés. Ces provisions pour déconstruction  ont fait l'objet d'un audit commandité par le Ministère de l'Environnement, de l'Énergie et de la Mer, qui a été publié en janvier 2016 et conforte globalement l'estimation faite par EDF du coût de démantèlement de son parc nucléaire.
Au début des années 2020, alors que 56 réacteurs sont en fonctionnement dans le pays, produisant 70,6% de l’électricité et que 14 réacteurs ont été arrêtés définitivement, EDF et Veolia, ont partenarialement créé Graphitech, une entreprise chargée de vitrifier une partie des déchets radioactifs issus du démantèlement des installations nucléaires (ceux provenant des anciens réacteurs au graphite).

#### Centrale de Brennilis
La Cour des comptes évaluait en 2005 le coût du démantèlement de la centrale de Brennilis à 482 millions d'euros, soit 20 fois plus que l'estimation de la commission PEON qui est à l'origine du parc nucléaire français actuellement en exploitation.
Un premier décret de 1996 a autorisé le démantèlement des parties périphériques au réacteur (les moins radioactives) et un nouvel arrêté (9 février 2006) a autorisé le démantèlement, plus délicat, de l'ensemble du réacteur (équipements, bâtiments...). Mais cet arrêté a été annulé par le Conseil d'État le 5 juin 2007, pour défaut de présentation de l’enquête publique dans les délais réglementaires : il appartenait au gouvernement « de tout mettre en œuvre » pour que les 700 000 habitants des 50 km alentour puissent consulter l'étude d'impact.
Le site nucléaire de Brennilis est censé servir de test, mais il n'est qu'une petite centrale de première génération (unique exemplaire en France de la filière à eau lourde) de 70 MW. Les prochains démantèlements concerneront les réacteurs des filières UNGG, qui sont actuellement (2011) tous en cours de démantèlement plus ou moins avancé, et REP, qui reste le type de tous les réacteurs en phase de production (900 MW et plus). 

Un chantier test de démantèlement pour ce type de réacteur est en cours sur le site de la centrale nucléaire de Chooz (Chooz A). 

Hormis les centrales, divers réacteurs expérimentaux et sites industriels nucléaires civils ou militaires sont aussi à démanteler. Le premier de grande taille à être démantelé en France est l'usine d'extraction du plutonium de Marcoule (UP1), pour un coût estimé de 5,6 milliards d'euros (plus de 10 fois supérieur à celui de Brennilis).
Formations aux métiers du démantèlement nucléaire
Les besoins en cadres sont importants et progresseront dans les années à venir. Les ingénieurs spécialistes doivent avoir une formation solide en physique nucléaire et ingénierie nucléaire. Ils doivent aussi maitriser la gestion de projet, les aspects juridiques et législatifs relatifs à l'industrie nucléaire. Ils sont experts en sureté afin de garantir la sécurité du personnel et de l'environnement.
Les formations sont peu nombreuses, on peut citer le Master DMN (Démantèlement et Modélisation Nucléaire) de l'Université de Nantes qui forme en partenariat avec les industriels du nucléaire des cadres pour le démantèlement.

#### Centrale de Fessenheim
Les deux réacteurs de la centrale nucléaire de Fessenheim ont été mis à l’arrêt définitif respectivement en février et en juin 2020.
À partir de cette date de mise à l'arrêt définitif ont débuté les opérations de préparation du démantèlement. Cette période,F d'une durée d'environ cinq ans permet d'éliminer la plus grande partie de la radioactivité encore présente sur site, celle contenue dans les éléments de combustible neufs et usés et les différents circuits hydrauliques du réacteur. Elle sert également à préparer le dossier de démantèlement proprement dit. Celui ci fait l'objet d'une validation par l'Autorité de Sûreté Nucléaire et de Radioprotection avant que soit pris le Décret de démantèlement qui ouvre la phase de démantèlement au sens réglementaire. 
Cette phase, d'une durée estimée de quinze ans, devrait donc débuter en 2025 ,,.
A l'issue de cette phase de démantèlement, le site peut être officiellement être déclassé, c'est-à-dire ne plus relever de la réglementation des installations nucléaires de base

### Royaume-Uni
Au Royaume-Uni, 13 réacteurs sont en fonctionnement en 2020, produisant 14,5 % de l’électricité du pays, et 32 réacteurs ont été arrêtés définitivement). Le démantèlement du réacteur de Windscale, d'une puissance de 32 MW, a coûté 117 millions d'euros. Le gouvernement a annoncé, le jeudi 30 mars 2006, sa décision de confier au secteur privé le démantèlement de ses centrales nucléaires, pour un coût estimé à 103 milliards d'euros.
Le démantèlement de deux réacteurs de type Magnox en cours en 2012 à Berkeley  a été estimé à 800 millions d'euros, ce qui représente deux fois le coût estimé en 2005. L'extrapolation de ce coût aux neuf autres réacteurs de ce type ainsi que de l'usine de retraitement de Sellafield donne un chiffre de 58 milliards d'euros.

### Allemagne
En Allemagne, 6 réacteurs sont en fonctionnement en 2020, produisant 11,3 % de l’électricité du pays, et 30 réacteurs ont été arrêtés définitivement. La tranche 1 de la centrale nucléaire de Niederaichbach, un réacteur à eau lourde d'une puissance de 100 MW, a été arrêtée en 2011. Le démantèlement des cinq tranches de 440 MW de la centrale nucléaire de Greifswald est évalué à plus de 4 milliards d'euros sur 20 ans. Les travaux principaux du démantèlement prennent une vingtaine d'années, mais tous les déchets ne peuvent pas être démontés avant une cinquantaine d'années.

## Démantèlements dans le monde
En 2021,  442 	réacteurs sont en fonctionnement pour la production d'électricité, 51 	réacteurs sont en arrêt définitif dont seuls quelques-uns ont été démantelés.

### France
En France, neuf réacteurs conçus pour la production d'électricité sont en cours de déconstruction : Chooz A, Brennilis, Chinon A1, A2 & A3, Saint-Laurent A1 & A2, Bugey 1 et Creys-Malville.
Il faut y ajouter d'autres installations du CEA également en cours de démantèlement.

#### Installations en cours de démantèlement en France
- Les réacteurs de puissance :
  - le réacteur de la filière à eau lourde du site nucléaire de Brennilis (EL4)
  - les réacteurs de la filière uranium naturel graphite gaz (UNGG) :
    - les réacteurs militaires de Marcoule : G1, G2, G3
    - les réacteurs Chinon A1/EDF1, Chinon A2/EDF2 et Chinon A3/EDF3 (centrale nucléaire de Chinon)
    - les réacteurs EDF4 et EDF5 (centrale nucléaire de Saint-Laurent-des-Eaux)
    - le réacteur Bugey 1 (centrale nucléaire du Bugey)

  - les réacteurs de la filière à eau pressurisée (REP) :
    - le réacteur Chooz A (centrale nucléaire de Chooz).

  - le réacteur prototype à neutrons rapides Superphénix (site nucléaire de Creys-Malville)
- Les réacteurs de recherche :
  - Pile Zoé (Fontenay-aux-Roses)
  - le réacteur Ulysse (centre CEA de Saclay)
  - les réacteurs Celestin I, Celestin II et Phénix (Marcoule)
  - les réacteurs Harmonie[42],[43] Rapsodie et Phébus (centre de Cadarache)
  - le réacteur universitaire de Strasbourg.
- Les laboratoires et ateliers du CEA :
  - l’atelier pilote de retraitement AT1 (usine de retraitement de la Hague)
  - l’atelier de fabrication de sources de césium 137 et de strontium 90 (ELAN IIB) (usine de retraitement de la Hague)
  - les ATUe (Ateliers de traitement de l'uranium enrichi) (centre de Cadarache)
  - le laboratoire de découpage d’assemblages combustibles (LDAC)  (centre de Cadarache)
  - le laboratoire de chimie du plutonium (LCPu) (centre CEA Fontenay-aux-Roses)
  - le laboratoire d’études de combustibles à base de plutonium (centre CEA Fontenay-aux-Roses)
  - l’accélérateur Saturne (centre CEA de Saclay)
  - l’accélérateur linéaire de Saclay (ALS) (centre CEA de Saclay)
- Autres installations :
  - l'usine d'extraction du plutonium de Marcoule (UP1) (Gard).
  - l’usine FBFC de Pierrelatte (site nucléaire du Tricastin).
  - l’irradiateur de la Société normande de conserve et stérilisation (SNCS) servant à l'irradiation des aliments.
  - les sites de la Société Industrielle de Combustible Nucléaire (SICN) : Annecy (Haute-Savoie) et Veurey-Voroize (Isère)

- Voir la liste des réacteurs nucléaires en France

- Sous-marins nucléaires : en 2009, les 6 bâtiments de la série « Le Redoutable » sont retirés du service. « Le Redoutable est devenu un musée après les opérations de dénucléarisation (séparation et stockage de la tranche réacteur et décontamination éventuelle des autres compartiments) et de déclassification (enlèvement ou dénaturation des équipements classifiés)[44]. Les autres actuellement stockés à Cherbourg, à divers stades de dénucléarisation »[44]. La « déconstruction des coques de SNLE » concerne environ 36 000 t de métal. Le démantèlement des sous-marins, a été - pour le niveau III - différé de plusieurs dizaines d’années[44].

#### Installations totalement démantelées en France
- EL2 (Saclay)
- Siloette (Grenoble)[45]
- Mélusine (Grenoble)
- Siloé (Grenoble)

### Suisse
4 réacteurs sont en fonctionnement en 2020, produisant 32,9 % de l’électricité du pays, et 2 réacteurs ont été arrêtés définitivement.
La centrale nucléaire de Lucens a été arrêtée en 1969, puis démantelée.

### Vidéographie
- Séance d'adoption du rapport de Mission d’information sur la faisabilité technique et financière du démantèlement des infrastructures nucléaires, mis en ligne 1er février 2017